# 訥祇麻立干
訥祇麻立干（とつぎ まりつかん、生年不詳 - 458年）は、新羅の第19代の王（在位:417年 - 458年）であり、姓は金。第17代奈勿尼師今の長男であり、母は第13代味鄒尼師今の娘の保反夫人（内礼吉布ともいわれる）、王妃は先代の実聖尼師今の娘。417年5月に先代の実聖尼師今を殺し、自ら王位についた。『三国遺事』王暦では別名を内只王と伝える。

## 治世
高句麗と倭に人質として送られていた王弟が即位翌年（418年）に帰国すると、徐々に高句麗からの従属的体制を脱そうとした。百済の毗有王からは433年以来頻繁に使者や貢物を送ってきており、新羅もまた百済へ返礼を贈り、両国は同盟（羅済同盟）して高句麗に対抗していく姿勢を強めていった。450年7月には高句麗の辺境の首長が悉直（江原道三陟市）の辺りで狩猟をしていたところを、何瑟羅（江原道江陵市）の城主の三直が急襲して殺害し、俄かに高句麗との緊張を招いた。怒った高句麗の長寿王は新羅の北西部国境に軍を派遣してきたが、新羅では丁寧な謝罪を行って一旦は高句麗は退却した。この後、高句麗が454年8月に新羅北部辺境に侵入してきたこともあり、455年10月に高句麗が百済に侵入した際には、訥祇麻立干は百済への救援兵を発した。
また、倭との交戦もしばしば発生している。431年4月、440年6月、444年4月と倭人の侵入を受けており、444年の侵入の際には首都金城（慶州市）を10日余りも包囲された。食料が尽きて引き上げようとした倭軍に対し、群臣の反対を聞かずに追撃して数千騎の将兵の大半を失った。
在位42年にして458年8月に死去した。埋葬地は伝わらない。

## 王号について
『三国史記』新羅本紀・訥祇麻立干紀や『三国遺事』紀異・第二南解王条には金大問（8世紀の新羅の学者）の解説として、「麻立」とは橛（말뚝/malttuk、切株）の方言で座席を示すものであり、王を中心に据えて臣下が回りに並んだことから、「麻立干」と名付けたという。他に、「麻立」の首長（干）とする説や新羅人名の尊称語尾とする説、高句麗の官位の莫離支を源流とする説などがある。（→井上訳注1980 p.23）